# Oldřich Marek
Oldřich Marek (3. dubna 1911 Ústí nad Orlicí – 26. prosince 1986 Žamberk) byl český učitel a entomolog.

## Život
Oldřich Marek se narodil 3. dubna 1911 v Ústí nad Orlicí v rodině Petra Marka a jeho manželky Anny, rozené Grofové. V Dolní Čermné absolvoval obecnou i měšťanskou školu a v roce 1931 maturoval na reálce v České Třebové. Po maturitě odešel na Slovensko, kde působil jako učitel ve Smolníku, Stakčíně a Trnavě. V roce 1938, po rozpadu Československa, byli Češi zaměstnaní na Slovensku nuceni vrátit se zpět do Čech. Ve válečných letech 1938–1945 proto učil postupně ve Slatině u Moravské Třebové, v Liticích nad Orlicí a v Dolní Čermné, přičemž v roce 1941 vykonal na Učitelském ústavu v Hradci Králové zkoušku učitelské způsobilosti II. stupně pro výuku matematiky, fyziky, chemie a přírodopisu. Po absolvování náhradní základní vojenské služby nastoupil ve školním roce 1945 na měšťanskou školu v Žamberku, kde vyučoval až do svého odchodu do důchodu v roce 1971.

Dne 6. ledna 1941 se v České Třebové oženil. Jeho manželka, Blažena Pravečková-Marková, byla dcerou Jindřicha Pravečka.
Oldřich Marek zemřel v Žamberku 26. prosince 1986.

## Vědecká činnost
Oldřich Marek byl členem Československé společnosti entomologické od roku 1940. Zabýval se řádem brouci (Coleoptera), čeledí lesknáčkovití (Nitidulidae), přičemž se specializoval na taxonomii a faunistiku brouků palearktické oblasti a Jižní Ameriky. Zpracovával a určoval sběry brouků čeledi Nitidulidae, které mu posílali jak soukromí sběratelé, tak i muzea a instituce ze sběratelských výprav z Jižní Ameriky (Venezuela, Brazílie, Argentina a Ekvádor). Entomologii se věnoval na vysoce profesionální, vědecké úrovni a patřil mezi několik málo světových odborníků, zabývajících se čeledí Nitidulidae. Popsal několik nových druhů holotypů brouků z čeledi Nitidulidae, pocházejících ze sběrů z Amazonie.
Společně s kolegou Jelínkem popsal dva nové druhy 
- Meligethes robustus Jelinek et Marek, 1966
- Meligethes squamosus Jelinek et Marek, 1966

## Fotogalerie

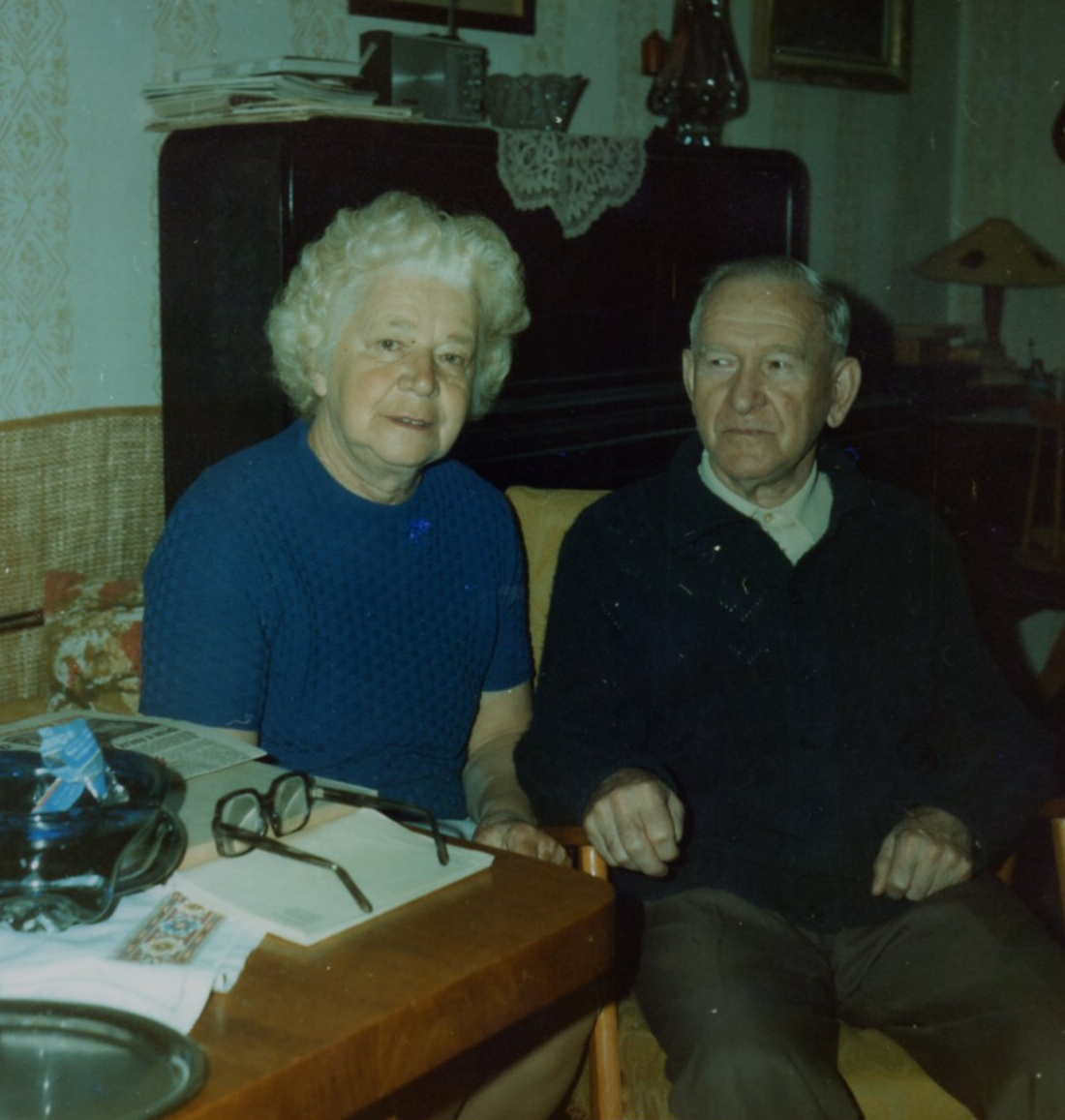
Oldřich Marek s manželkou Blaženou
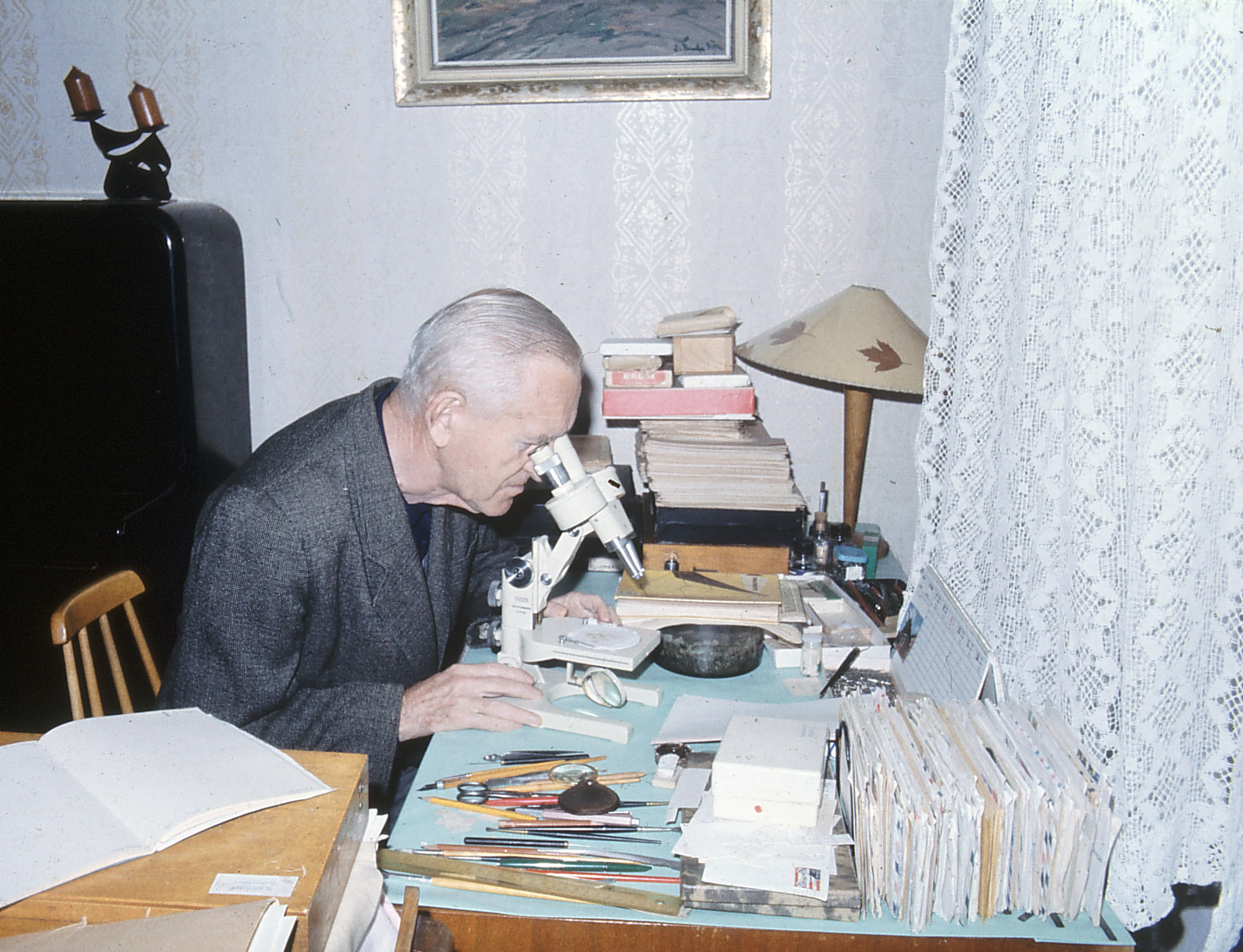
Oldřich Marek u svého binokulárního mikroskopu

## Publikační činnost
- Kolektiv autorů: Příroda Orlických hor a Podorlicka, 9.6 Malinovníkovití a lesknáčkovití brouci, Státní zemědělské nakladatelství, Praha (1977)
- Marek, O.: Příspěvek k poznání broučí fauny žambereckého parku
- Marek, O.: Nitidulidae (Coleoptera) of Brazil 2. Revista Brasileira de Entomologia 26(3-4): 261-268 (1982) [nedostupný zdroj]